# NGC 1497
NGC 1497 este o galaxie lenticulară situată în constelația Taurul. A fost descoperită în 1876 de către Édouard Stephan⁠(d). Se află la o distanță de 83,75 de megaparseci de Pământ.